# Leptotes vellozicola
Leptotes vellozicola es una especie de orquídea epífita de crecimiento cespitoso es endémica de Chapada Diamantina, en Bahía, Brasil, donde vive con hábitos epífitas entre las especies de Velloziaceae.

## Descripción
Presenta un rizoma corto y pseudobulbos muy pequeños que se extienden de manera casi imperceptible en una cilíndrica hoja carnosa, corta y erecta. La inflorescencia es apical, corta, e incluye algunas flores pequeñas abiertas. Las flores suelen ser de color rosado, con el labio manchado de color púrpura o violeta. Los pétalos y sépalos son similares, la labio es trilobado en algunas especies, con los bordes dentados, y tiene garras que se aferran a los lados de columna. Esta es breve y tiene seis polinias de tamaños desiguales, cuatro grandes y dos pequeños. Las plantas están relacionadas con los géneros Loefgrenianthus, Pseudolaelia y Schomburgkia.
Pertenece al grupo de Leptotes de hojas cortas y flores más redondeadas y más abiertas, pero más pequeñas. Puede ser reconocido por ser la única especie con un callo prominente en la parte posterior del labio.